# Europese Gemeenschap voor Kolen en Staal

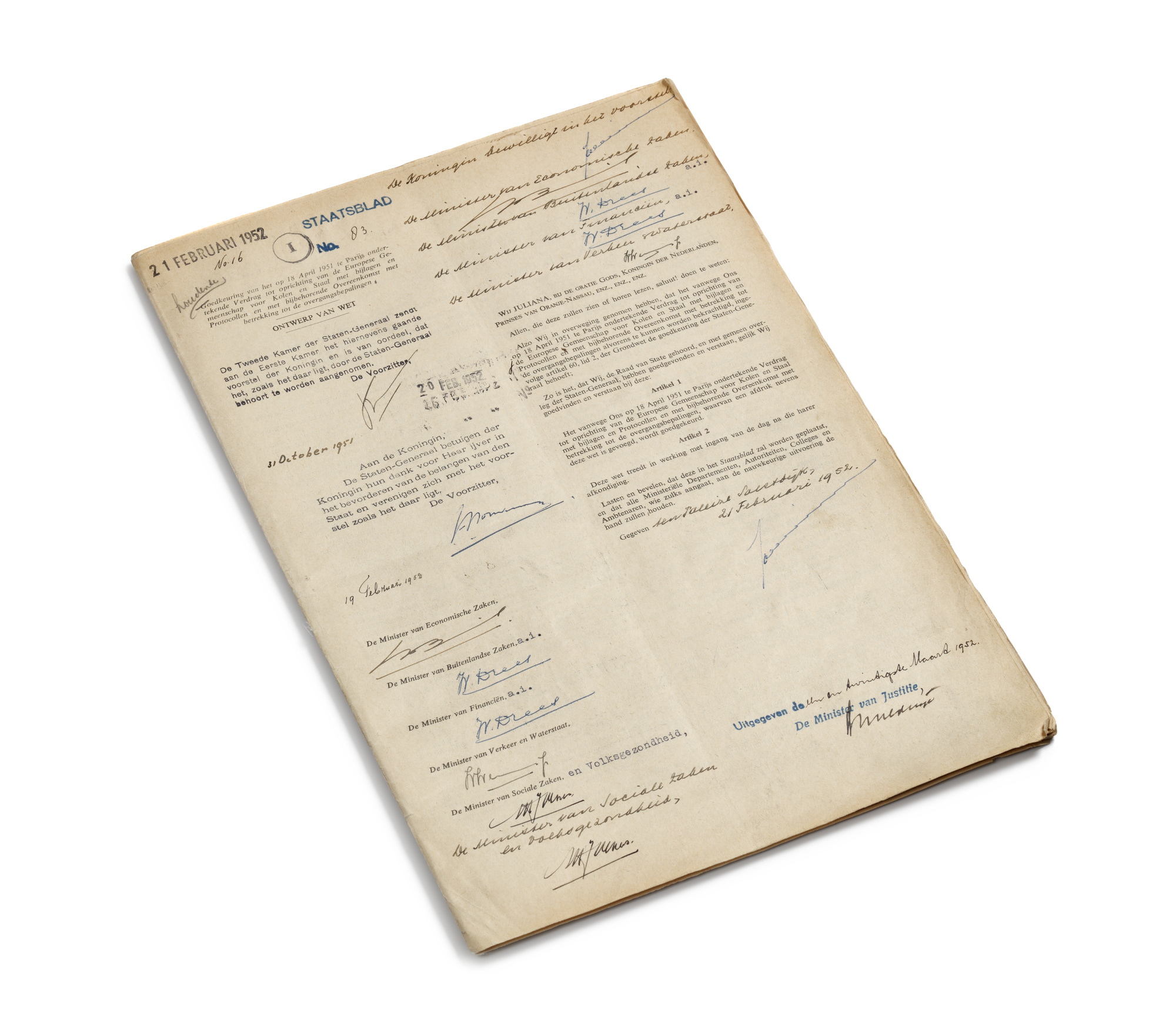
Nederlandse wet tot goedkeuring van het verdrag

De Europese Gemeenschap voor Kolen en Staal (afgekort: EGKS) was een Europese organisatie die bedoeld was om de productie van kolen en staal onder het gezag te plaatsen van een gemeenschappelijke Hoge Autoriteit. Dit nieuwe bestuursorgaan kreeg enkele supranationale bevoegdheden. Kolen en staal zijn de belangrijkste grondstoffen voor de wapenproductie en de zes oprichtende landen wilden op deze manier een nieuwe wapenwedloop tussen de geopolitieke aartsvijanden Frankrijk en Duitsland proberen te voorkomen.
De idee om op dit gebied samen te gaan werken is in 1950 op papier gezet door de Franse minister van Buitenlandse Zaken Robert Schuman. De EGKS geldt als de eerste voorloper van de Europese Unie, waarin zij in 1992 werd opgenomen. Juridisch hield ze van rechtswege op te bestaan in 2002, toen de verdragslooptijd van 50 jaar was uitgelopen.

## Geschiedenis
De EGKS volgde het Internationaal Gezagsorgaan voor de Ruhr op, dat het vooral voor Frankrijk bestaande probleem van een Duitse herbewapening in bedwang moest houden. 
Het kwam tot stand door het Verdrag van Parijs, dat werd ondertekend in 1951 en van kracht werd in 1952. De zes oprichtende landen waren Frankrijk, West-Duitsland, Italië en de drie landen van de Benelux: België, Nederland en Luxemburg. Het initiatief werd genomen door de Franse Minister van Buitenlandse Zaken Robert Schuman, die op 9 mei 1950 het plan-Schuman gelanceerd had. De strekking hiervan was oorlogen tussen de erfvijanden Frankrijk en Duitsland materieel onmogelijk te maken door de gehele Frans-Duitse productie van kolen en staal te plaatsen onder een gemeenschappelijke Hoge Autoriteit. Deze organisatie moest openstaan voor andere Europese landen die naast Frankrijk en West-Duitsland wilden deelnemen. De eerste voorzitter van de in het leven geroepen Hoge Autoriteit werd Jean Monnet. De EGKS was de eerste Europese supranationale organisatie.
De EGKS was de eerste van de Europese Gemeenschappen (EG) en heeft de weg gebaand voor verdere Europese integratie. In 1967 kregen de Europese Economische Gemeenschap (EEG), Euratom en de EGKS bij het in werking treden van het Fusieverdrag gezamenlijk één Commissie, één ministerraad en één begroting. Hierdoor verdween de functie van Hoge Autoriteit van de EGKS. In 2002 eindigde de geldigheidsduur van het verdrag; het was voor 50 jaar gesloten. In een aanhangend protocol van het Verdrag van Nice, dat ging over aanpassingen van rechten, plichten en bevoegdheden van de Europese Gemeenschap, werd bepaald dat de supranationale bevoegdheden die de oprichtende lidstaten indertijd hadden overgedragen aan de EGKS, voor het einde van de looptijd in 2002, zouden worden overgeheveld naar de Europese Gemeenschap. Deze was in 1992 onder de koepel van de Europese Unie gebracht.

## Vlag
De vlag van de EGKS bestond aanvankelijk uit twee horizontale gekleurde vlakken, een blauw en een zwart, met daarop zes gele sterren. De sterren stelden de stichtende leden voor, het blauw het staal en het zwart de kolen. Met de toetreding van het Koninkrijk Denemarken, Ierland en het Verenigd Koninkrijk in 1973 werd het aantal sterren verhoogd naar negen. In 1981 trad Griekenland toe en werd het aantal sterren verhoogd naar 10, en na de toetreding van Portugal en Spanje in 1986 kende de vlag twaalf sterren. Bij de toetreding van Finland, Oostenrijk en Zweden in 1995 werd het aantal sterren niet uitgebreid. Besloten werd om het aantal op twaalf te houden, gelijk aan de Europese vlag en staande voor perfectie en eenheid.

1958–1973
1973–1981
1981–1986
1986–2002

## Voorzitters van de Hoge Autoriteit
- Jean Monnet (Frankrijk) 1952–1955
- René Mayer (Frankrijk) 1955–1958
- Paul Finet (België) 1958–1959
- Piero Malvestiti (Italië) 1959–1963
- Rinaldo Del Bo (Italië) 1963–1967
- Albert Coppé (België) 1967 (wnd.)

## Tijdbalk
Tijdbalk met daarin de ontwikkeling van structuren binnen de Europese Unie
|                          |                                        |                                                          |                                                          |                                                          |                                                          |                           |                           |                    |      |          |      |
| 1948                     | 1952                                   | 1958                                                     | 1967                                                     | 1987                                                     | 1993                                                     | 1993                      | 1999                      | 2002               | 2003 | 2009     | 2011 |
| Brussel                  | EGKS                                   | EEG / Euratom                                            | Fusieverdrag                                             | Europese Akte                                            | EU-Verdrag                                               | EU-Verdrag                | Amsterdam                 |                    | Nice | Lissabon |      |
|                          |                                        |                                                          | Europese Gemeenschap voor Kolen en Staal (EGKS)          |                                                          |                                                          |                           |                           |                    |      |          |      |
|                          |                                        | Europese Gemeenschap voor Atoomenergie (EURATOM)         |                                                          |                                                          |                                                          |                           |                           |                    |      |          |      |
|                          | Europese Economische Gemeenschap (EEG) | Europese Economische Gemeenschap (EEG)                   | → P Ĳ L E R S →                                          |                                                          | Europese Gemeenschap (EG)                                | Europese Gemeenschap (EG) | Europese Gemeenschap (EG) | Europese Unie (EU) |      |          |      |
|                          | ↑Europese Gemeenschappen↑              | ↑Europese Gemeenschappen↑                                | ↑Europese Gemeenschappen↑                                | Justitie & Binnenlandse Zaken (JBZ)                      | Europese Gemeenschap (EG)                                | Europese Gemeenschap (EG) | Europese Gemeenschap (EG) | Europese Unie (EU) |      |          |      |
|                          |                                        | Politiële & justitiële samenwerking in strafzaken (PJSS) | → P Ĳ L E R S →                                          |                                                          |                                                          |                           |                           | Europese Unie (EU) |      |          |      |
|                          | Europese politieke samenwerking (EPS)  | Gemeenschappelijk buitenlands & veiligheidsbeleid (GBVB) | Gemeenschappelijk buitenlands & veiligheidsbeleid (GBVB) | Gemeenschappelijk buitenlands & veiligheidsbeleid (GBVB) | Gemeenschappelijk buitenlands & veiligheidsbeleid (GBVB) |                           |                           | Europese Unie (EU) |      |          |      |
|                          | Europese politieke samenwerking (EPS)  |                                                          |                                                          |                                                          |                                                          |                           |                           | Europese Unie (EU) |      |          |      |
| West-Europese Unie (WEU) |                                        |                                                          |                                                          |                                                          |                                                          |                           |                           | Europese Unie (EU) |      |          |      |
|                          |                                        |                                                          |                                                          |                                                          |                                                          |                           |                           |                    |      |          |      |